# Ambohinamboarina
Ambohinamboarina – miasto i gmina (kaominina) na Madagaskarze, w regionie Haute Matsiatra, w dystrykcie Ambohimahasoa. W 2001 roku gmina zamieszkana była przez 11 500 osób. Siedzibę administracyjną stanowi Ambohinamboarina. Jest jedną z 17 gmin wchodzących w skład dystryktu.
Na obszarze gminy funkcjonuje m.in. szkoła pierwszego stopnia. 95% mieszkańców trudni się rolnictwem, natomiast 5% pracuje w usługach. Produktami o największym znaczeniu dla lokalnej gospodarki są ryż, trzcina cukrowa oraz orzechy arachidowe. W 2001 r. mniej niż 5% rolników stosowało przy uprawach nawozy mineralne. Pogłowie bydła liczyło 3223 sztuki.
Przed wprowadzeniem nowego podziału administracyjnego Madagaskaru w 2007 r. gmina znajdowała się w prowincji Fianarantsoa.
Gmina położona jest w strefie czasowej UTC+03:00.